# 小篠ゆま
小篠 ゆま（こしの ゆま、出生名同じ、本名：米田 由実〔ゆま〕、1968年5月17日 - ）は、日本のファッションデザイナー。
「ユマコシノ (YUMA KOSHINO)」のブランドを持つ（株式会社ユマコシノ アソシエイツ代表取締役）。
コシノヒロコの次女。大阪府大阪市出身。

## 来歴
神戸の私立松蔭中学校・高等学校を卒業。
1987年（昭和62年）4月、文化女子短期大学（現・文化学園大学短期大学部）服飾学科に入学。
2年間学んだ後、（母の出身校である）文化服装学院服飾研究科に進学。
1990年（平成2年）の卒業後に渡仏。母のパリ事務所の派遣社員として1991年（平成3年）、高田賢三のパリのアトリエで1年半修業。
翌1992年（平成4年）、叔母（コシノミチコ）の「ミチコジャパンロンドンスタジオ」に入社。「ミチコロンドン」のアシスタントデザイナーに就く。
1994年（平成6年）11月に帰国後は、「VISION NETWORK Co.,Ltd.」「ヴァンローゼ」にて、デザイナー経験を積む。
1997年（平成9年）、母の「ヒロココシノデザインオフィス」に入社。翌1998年（平成10年）に「ユマコシノ」のブランドを開始。
1998年（平成10年）4月10日の「‘98-‘99 AUTUMN WINTER」にて、ファッションショーの東京コレクションに初参加。
2005年（平成17年）、「株式会社ユマコシノ アソシエイツ」を設立し、代表取締役に就任する また、初めて企業ユニフォームをデザインし採用（エムケイ(株)、大阪ガス(株)）
2012年（平成24年）、文化学園大学大学院特任准教授に就任（担当はアドバンストファッションデザイン実習）

## 衣装担当映画
- 晴れたらポップなボクの生活
- 最終兵器彼女
- ホテルチェルシー